# 尤蒂卡 (密西西比州)
尤蒂卡（英語：Utica）是位於美國密西西比州海恩茲縣的城鎮。

## 人口
根據2020年美國人口普查的數據，尤蒂卡的面積為7.78平方千米，當中陸地面積為7.76平方千米，而水域面積為0.02平方千米。當地共有人口636人，而人口密度為每平方千米82人。